# Bihastina eurychora
Bihastina eurychora là một loài bướm đêm trong họ Geometridae.